# Srednje (Słowenia)
Srednje – wieś w Słowenii, w gminie miejskiej Maribor. W 2018 roku liczyła 184 mieszkańców. 